# Hexagonale bipiramide
Een hexagonale bipiramide is een ruimtelijke figuur met 12 driehoekige zijvlakken. De figuur bestaat uit 2 hexagonale piramiden, die met hun congruente grondvlakken op elkaar zijn geplaatst.

## Formules
De formule voor de oppervlakte luidt als volgt (waarbij a de lengte van de ribbe van de basis en h de hoogte van 1 driehoekje is):
{\displaystyle A=6a\cdot h}
Voor het volume geldt (G is de oppervlakte van het grondvlak):
{\displaystyle V={\frac {4G\cdot h}{3}}\,}
met
{\displaystyle G={\frac {3{\sqrt {3}}a^{2}}{2}}\,}

## Trivia
- De hexagonale bipiramide wordt in De Sims-spellen gebruikt als de vorm van het diamantje (Plumbob) dat boven het hoofd van een Sim zweeft.